# Chalybion parvulum
Chalybion parvulum är en biart som beskrevs av Hensen 1988. Chalybion parvulum ingår i släktet Chalybion och familjen grävsteklar. Inga underarter finns listade i Catalogue of Life.